# Sindals posthus
Sindals posthus är ett tidigare posthus i Sindal i Hjörrings kommun på Nordjylland i Danmark. Det ligger bredvid Sindals järnvägsstation. Det ritades av Hack Kampmann och byggdes 1911. Det uppfördes samtidigt med den av Hackmann ritade och utseendemässigt liknande Amtmandsboligen i Hjørring.
Postverksamheten i huset upphörde 1990, då postkontoret flyttade till Sindal Farvehandel på Vestergade. Inventarierna flyttades då till Post- og Telegrafmuseet (numera Enigma - Museum for Post, Tele og Kommunikation) i Köpenhamn. Sindals postkontor är sedan 2018 inrymt i köpcentret Sindal Superland.
Sindals posthus blev byggnadsminne 1997.